# Kloster Himmelspforten

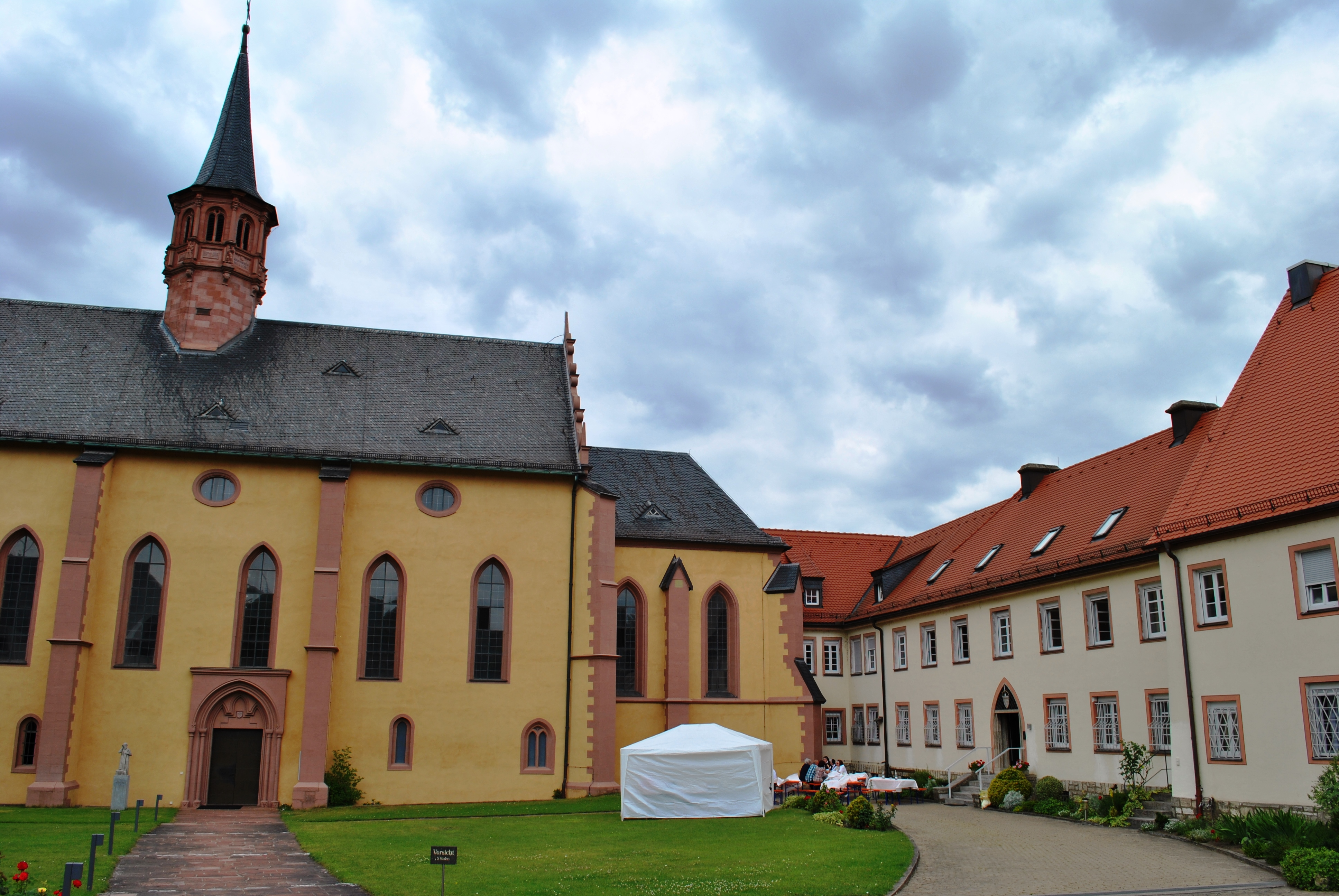
Die Klosterkirche von Himmelspforten mit Konventsgebäuden

Das Kloster Himmelspforten ist ein Konvent der Unbeschuhten Karmelitinnen im Würzburger Stadtteil Zellerau in der Diözese Würzburg.

## Geschichte
Das den hll. Maria und Johannes Evangelist, seit einiger Zeit auch Nikolaus geweihte Kloster wurde als Kloster der Zisterzienserinnen 1231 durch den Bischof von Würzburg, Hermann I. von Lobdeburg, gegründet.
Das ursprüngliche Kloster befand sich in Himmelstadt an der Grenze zur Nachbargemeinde Zellingen. Ihm gehörten ausgedehnte Ländereien sowie Weinberge in und um Himmelstadt und Gutsgebäude im Ortskern, die teilweise noch erhalten sind. Sie wurden immer wieder überfallen und ausgeplündert. So eignete sich beispielsweise Ritter Herold von Zellingen widerrechtlich Klosterbesitz an. Schließlich befahl Bischof Herman von Lobdeburg 1253 die Verlegung des Konvents von Himmelstadt nach Himmelpforten bei Würzburg, der Papst Innozenz IV. 1251 zustimmte. Bis zur Fertigstellung des neuen Klostergebäudes waren die Nonnen gegen 1248 im Kloster Schönau untergekommen.
Die Klosterkirche mit dem Patrozinium Mariä Aufnahme in den Himmel ist eine der ältesten Zisterzienserkirchen auf deutschem Boden. Unter Fürstbischof Julius Echter von Mespelbrunn hatte das Kloster eine neue Blüte und wurde mehrmals umgebaut.
Das Kloster wurde 1804 im Zuge der Säkularisation aufgelöst. In den Gebäuden wurde ein Militärlazarett und später eine Tabakfabrik eingerichtet. 1844 zogen Unbeschuhte Karmelitinnen in das Kloster ein; sie leben seit 1925 in einem seitlichen Anbau. Die Schwestern stellen Kerzen, Ikonen und Paramente her.
Ein Teil des alten Klosters ist seit dem 26. Januar 1926 unter demselben Namen Himmelspforten Bildungs- und Exerzitienheim bzw. -haus der Diözese Würzburg und wurde durch den Bischof Matthias Ehrenfried eingeweiht. Die Anlagen wurden im Zweiten Weltkrieg stark beschädigt; der Nord- und der Westflügel mussten abgetragen werden. Bischof Josef Stangl weihte 1967 das gänzlich erneuerte Haus ein. Eine weitere Umgestaltung und Modernisierung, die sorgsam die alten baulichen Zeugnisse erhielt, wurde 2005 abgeschlossen.

## In den Medien
Als Bildungshaus der Diözese ist Himmelspforten häufig Schauplatz kirchlicher Konferenzen. So finden dort regelmäßig Klausurtagungen des Ständigen Rats der deutschen Bischofskonferenz statt. Am 15. Juli 1998 schlossen der kolumbianische Friedensrat und die Befreiungsorganisation ELN unter Vermittlung der katholischen Kirche in Himmelspforten eine Friedensvereinbarung, die unter anderem den Verzicht auf Entführungen als Einnahmequelle enthält. Im März 2016 wurde das Exerzitienhaus Himmelspforten in den Medien mehrfach als Ort sexueller Misshandlung erwähnt.

## Bildergalerie

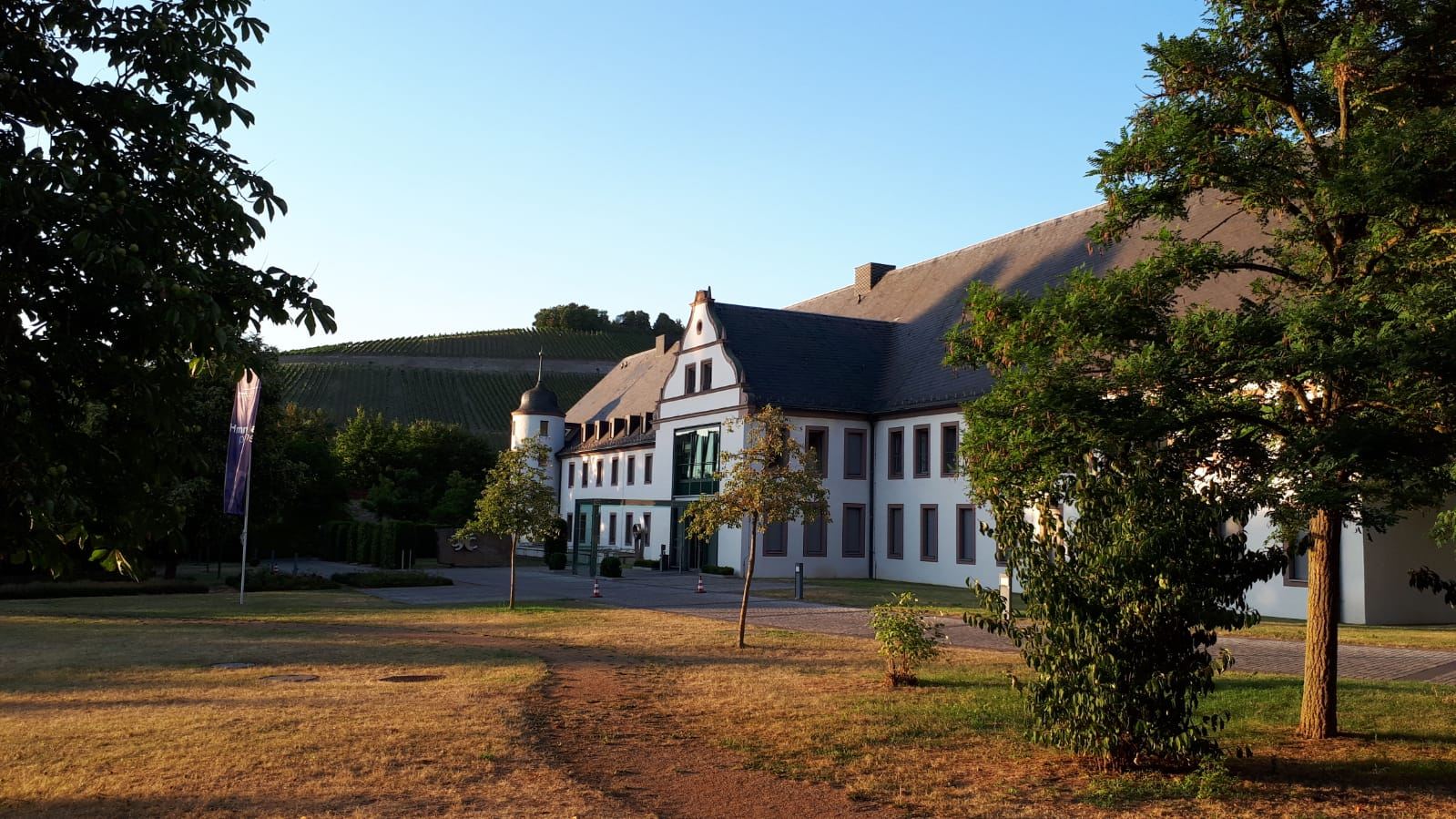
Das neben dem Konvent gelegene Exerzitienhaus Himmelspforten
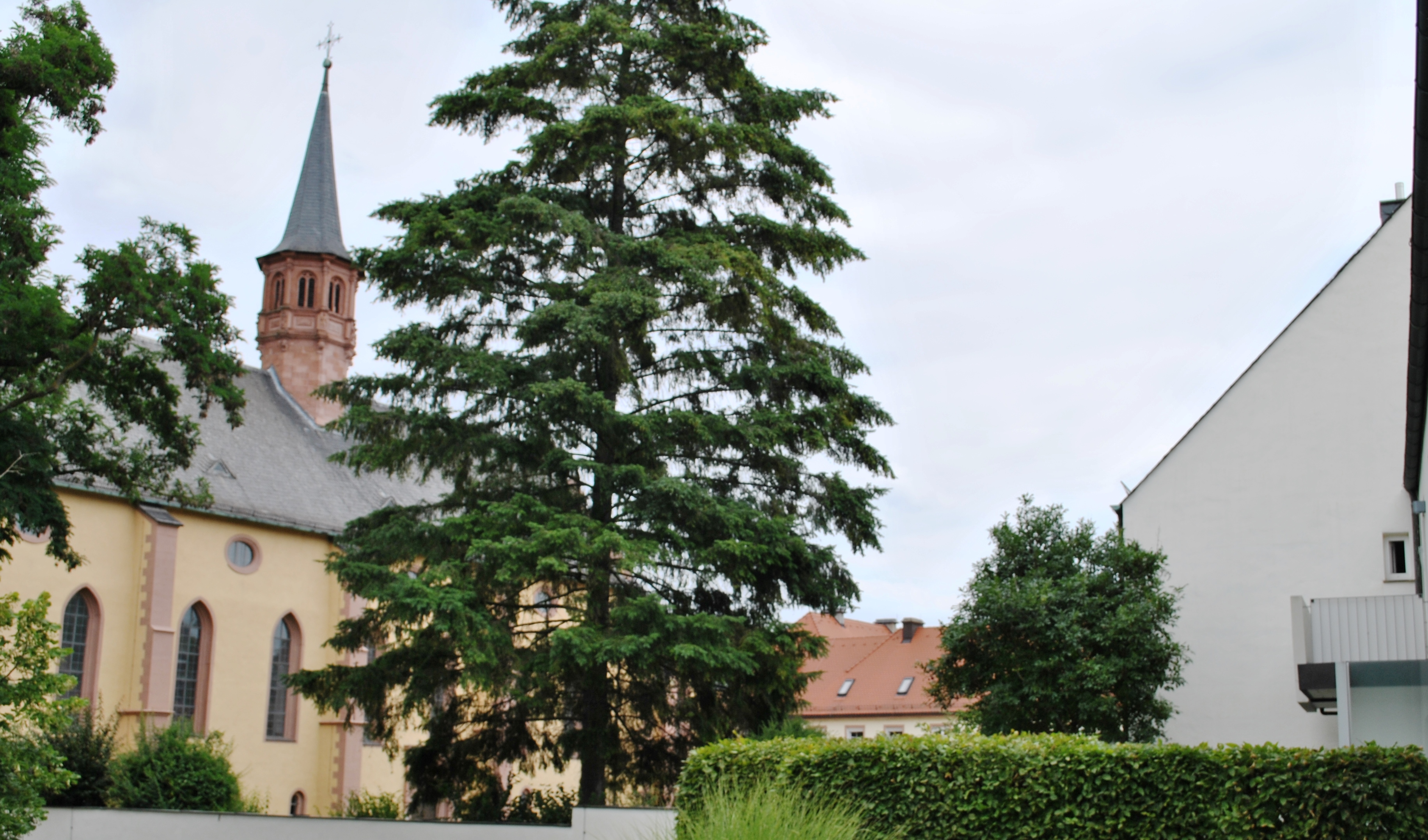
Klosterkirche Himmelspforten, Konventsgebäude
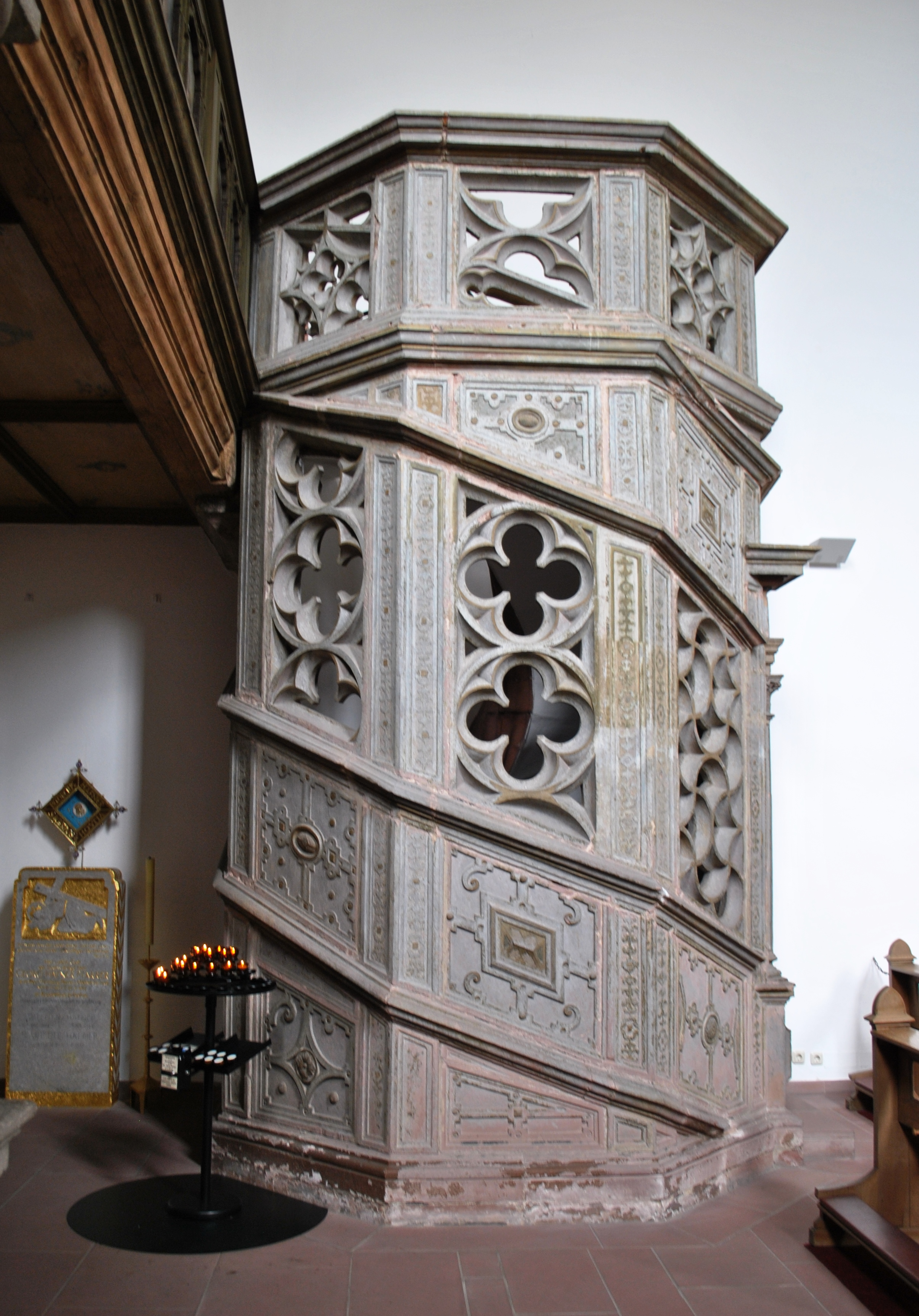
Klosterkirche Himmelspforten, Treppenturm
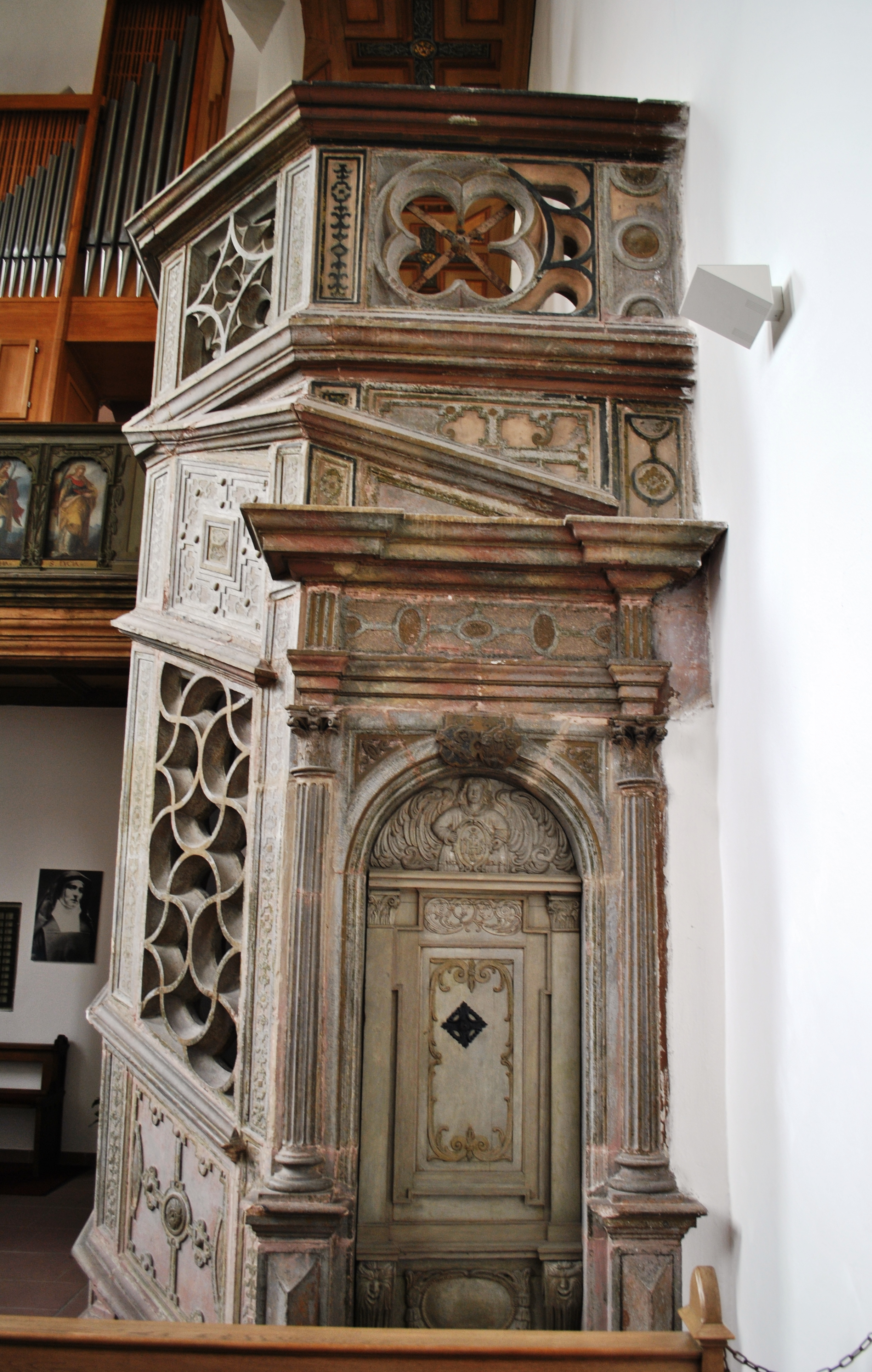
Klosterkirche Himmelspforten, Treppenturm
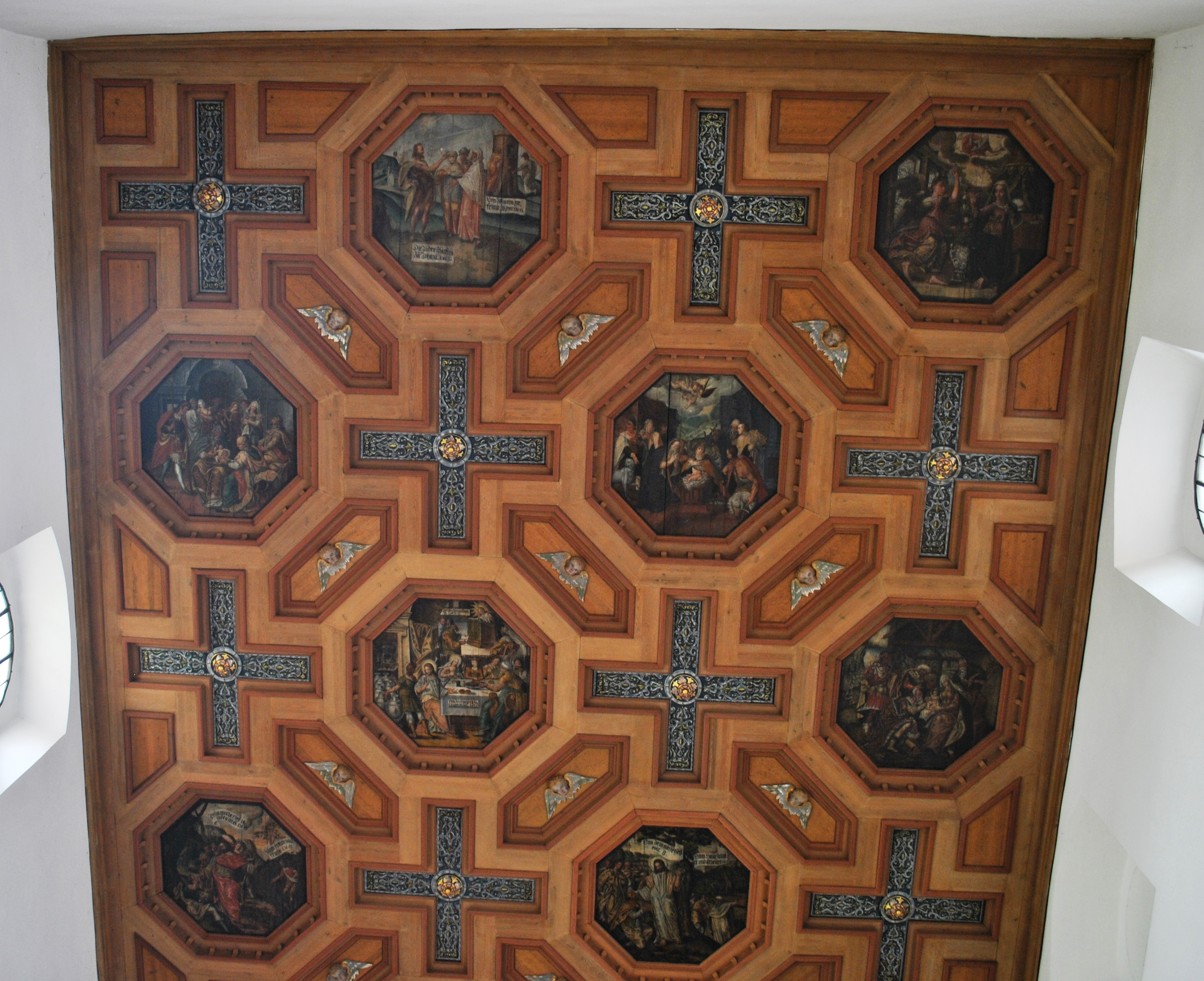
Klosterkirche Himmelspforten, Kassettendecke
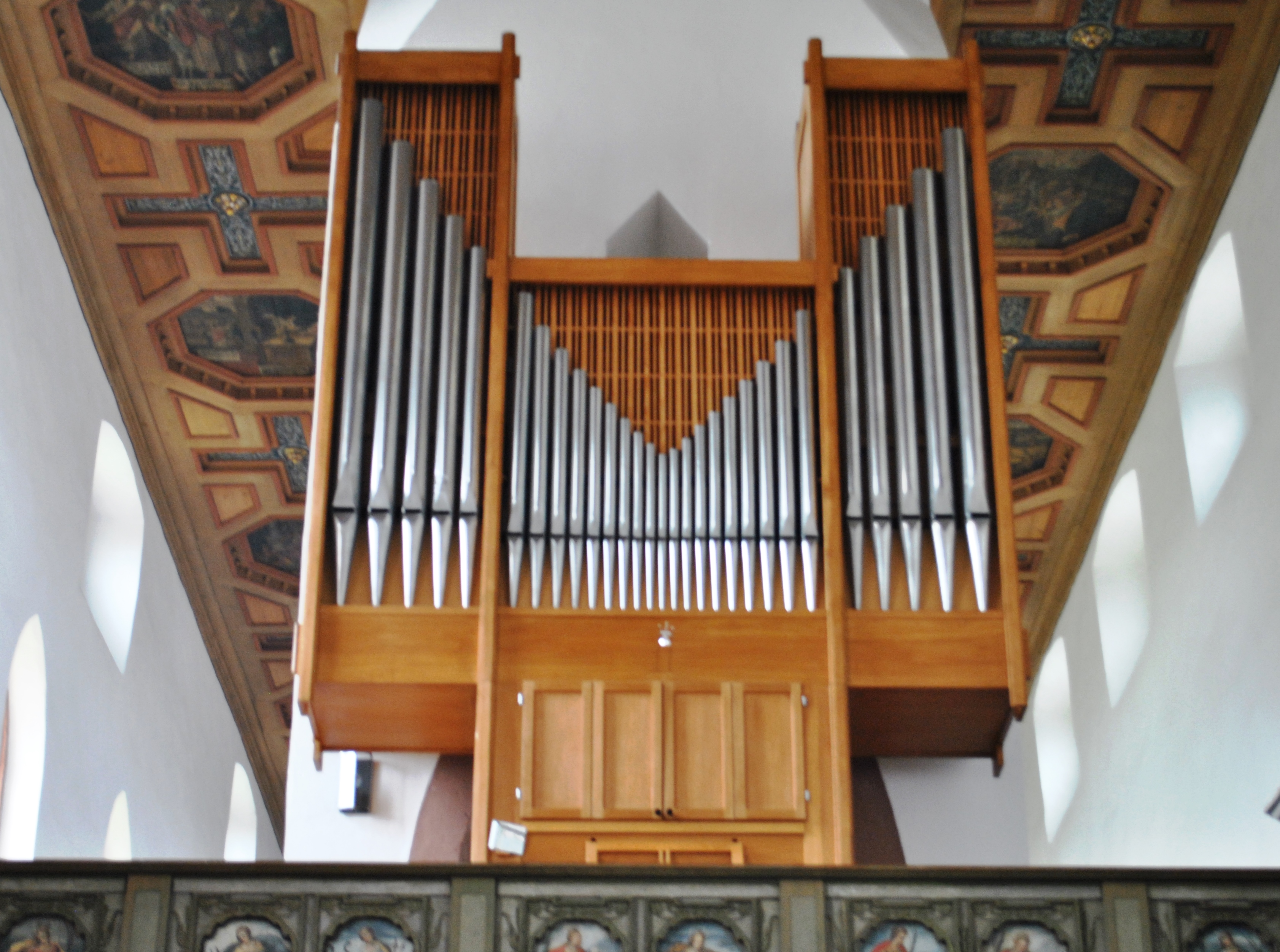
Klosterkirche Himmelspforten, Orgel

## Weiterführende Literatur
- Hermann Hoffmann: Urkundenregesten zur Geschichte des Zisterzienserinnenklosters Himmelspforten 1231–1400 (= QFGBHW. 14, RH. Band IV). Würzburg 1962.